# Loréntzos Mavílis
 (décembre 2020).
Si vous disposez d'ouvrages ou d'articles de référence ou si vous connaissez des sites web de qualité traitant du thème abordé ici, merci de compléter l'article en donnant les références utiles à sa vérifiabilité et en les liant à la section « Notes et références ».
Loréntzos Mavílis (en grec moderne : Λορέντζος Μαβίλης, souvent Lorenzo Mavilis à l’étranger) né en 1860 à Ithaque et décédé le 29 novembre (julien) 1912 près de Ioánnina lors des combats de la Première Guerre balkanique est un poète, un homme politique et un militaire grec.

## Biographie
Loréntzos Mavílis nait à Ithaque en 1860, mais passe toute sa jeunesse sur Corfou. Il part pour Athènes en 1877 pour étudier le droit. Il se rend ensuite en Allemagne à partir de 1880. Il étudie la philologie et la philosophie à Munich et Fribourg où il appartient à l'une des plus anciennes, importantes et célèbres associations étudiantes allemandes, le « Corps Suevia Freiburg », puis Francfort et Breslau.
Il s'initie à la pensée de Kant et Schopenhauer puis Nietzsche. Il écrit alors 58 sonnets, mais aussi des problèmes d'échecs. Il participe au mouvement littéraire dénommé école ionienne (en), basé à Corfou.

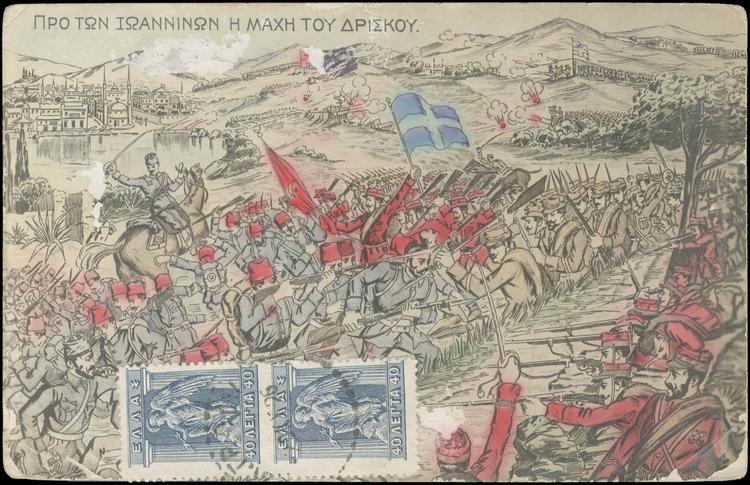
La bataille de Driskos, où il trouve la mort.

Il s'engage dans un corps de volontaires aux côtés des Crétois lors des révoltes sur l'île en 1895-1896 où il est blessé. Après la défaite grecque contre l'Empire ottoman en 1897, il revient à Corfou où il organise des réunions hebdomadaires à propos de l'Épire.
Il devient député au Parlement hellénique pour Corfou en 1910.
En 1912, il s'engage dans un corps de volontaires, les « Chemises Rouges » de Ricciotti Garibaldi, qui combat aux côtés de l'armée grecque dans la Première Guerre balkanique. Il participe aux combats qui permettent de s'emparer le 9 décembre (26 novembre julien) du mont Driskos (bg), près de Ioánnina. Il meurt au cours de ces combats, le 12 décembre (29 novembre julien).
Un village du dème de Pamvótida, à proximité du lieu de sa mort, porte son nom, ainsi qu'une place à Athènes.